# Eat Your Makeup
Pour plus de détails, voir Fiche technique et Distribution.
Eat Your Makeup est un court-métrage américain réalisé par John Waters en 1968, avec Divine, Mary Vivian Pearce, David Lochary et Maelcum Soul.
Il s'agit du premier film de John Waters tourné en 16 mm.
Ce film n'a jamais été commercialisé. Il a été projeté exceptionnellement en 2004 lors d'une exposition itinérante de John Waters : Change of Life (Changement de vie).

## Synopsis
Une nourrice dérangée (Maelcum Soul) enlève des jeunes filles et les force à poser jusqu'à la mort, devant son petit ami (David Lochary) et leurs amis fous.

## Fiche technique
- Titre : Eat Your Makeup
- Réalisation : John Waters
- Pays d'origine : États-Unis
- Format : Noir et blanc - 16mm
- Durée : 45 min
- Dates de sortie :
  - États-Unis : 23 février 1968 (Baltimore, Maryland)

## Distribution
- Lizzy Temple Black - L'enfant star
- Divine - Jackie Kennedy
- Howard Gruber - John F. Kennedy
- David Lochary - Le petit ami de la nourrice
- Marina Melin - La chef des modèles kidnappés
- Mona Montgomery - Modèle kidnappé
- Mary Vivian Pearce - Modèle kidnappé
- Maelcum Soul - La nourrice
- John Waters